# 失眠 (年輕歲月專輯)
《失眠》（Insomniac）是美國搖滾樂團年輕歲月（Green Day）的第四張專輯，1995年由Reprise唱片發行。《失眠》登上Billboard 200第二名，但商業表現不如上一張專輯Dookie。製作人是羅勃·卡瓦略，年輕歲月長期的專輯製作人。《失眠》的風格為龐克搖滾，硬核搖滾，以及流行龐克。